# Дни Улана в Познани
Дни Улана в Познани (англ. Dni Ułana w Poznaniu) — название ежегодной исторической реконструкции, проводимой в Познани, Польша. Историческая реконструкция демонстрирует битвы, в которых участвовал 15-й познанский уланский полк. Организуется в Познани в первые выходные после 23 апреля — дня памяти святого Георгия Победоносца, который считается покровителем 15-го познанского уланского полка.

## История
Дни Улана начали проводиться в Познани с середины 1980-х годов. Организаторами исторической реконструкции является Общество бывших солдат и друзей 15-го познанского уланского полка.
Во время исторической реконструкции показываются верховая езда, конкур, стрельба и сражения с оружием ближнего боя. Также организуется возложение цветов к памятнику 15-му познанскому уланскому полку, семейные и религиозные празднества на территории познанской крепости Форт Виняры, старого рынка и ипподрома Воля.

## Источник
- Agnieszka Grabowska, Dni Ułana, w: Poznań — informator samorządowy aglomeracji poznańskiej, kwiecień 2010, с. 8, ISSN 2080-315X